# 寇英傑
寇 英傑（こう えいけつ）は、中華民国の軍人。河南省の土着軍閥の豫軍（河南軍）の出身で、北京政府・直隷派・奉天派に属した。字は弼臣。

## 事跡
幼年時代から軍歴を重ね、河南省で長く職務にあり、辛亥革命当時は河南新軍第29混成協で勤務していたと思われる。1914年（民国3年）10月15日、少校にして第9師（長：張錫元）第33団団長に任ぜられた。しかし当時、河南省は辛亥革命時に出兵しそのまま土着した趙倜率いる毅軍（宏威軍）が鎮守使・師長職を独占しており、豫軍出身者は冷遇されていた。そのため、のちに湖北省の王占元の元に渡り、蒲圻鎮守使・通城鎮守使を歴任。
1921年（民国10年）8月の湘鄂戦争後は河南から進軍した蕭耀南の配下となり、湖北陸軍第2混成旅旅長に就任する。1924年（民国13年）秋の第2次奉直戦争後の10月ごろ、李済臣の依頼で防備が手薄となった河南省に渡り、彰徳・鄭州に進駐、また湖北陸軍第1師に拡充され師長に昇進した。しかし11月、胡景翼率いる国民軍第2軍と孫岳率いる第3軍が河南省に進攻、更に陝西省の劉鎮華配下の憨玉琨率いる中央第35師、及び張治公の陝軍第2師も洛陽に進攻して来た。呉佩孚は12月2日に鶏公山へと遁走した。3日の開封陥落後、駐馬店に退却した。河南省退却後の1925年（民国14年）10月、呉佩孚により第2路軍司令に任命される。

### 河南支配への道
1926年（民国15年）1月20日、靳雲鶚の第1軍・劉鎮華の陝甘軍とともに国民軍第2軍の岳維峻の支配下にあった河南奪還に派遣され（鄂豫戦争）、1月26日、自身の隷下である賀国光・賈万興の2カ旅のほか、蕭耀南の部下であった孫建業ら鄂軍3カ旅からなる討豫鄂軍を率いて入省。29日、まず南東部の信陽を攻める。そこで蔣士傑率いる第11師に阻まれて苦戦したが、作戦を変更しようとはしなかった。2月10日、呉佩孚は信陽攻略を劉玉春の2カ旅と交代させ、確山への北進を命じた。その間にも、靳雲鶚は毅軍の米振標が帰順して無抵抗だったためやすやすと進軍し、2月26日に既に開封を制圧、更に岳維峻の国民軍第2軍主力がある鄭州に快進撃を続けていた。3月1日、寇英傑は省中央部の郾城・許昌を制圧、また豫軍総司令を称する。3月4日には鄭州で靳雲鶚と合流し、岳維峻を西へ追撃した。信陽はその後も抵抗を続けていたが、外国人宣教師や商会会長の仲裁で同月13日にようやく制圧できた。
靳雲鶚と寇英傑は互いに権力の座を巡って争ったため、調停に乗り出した呉佩孚は、3月17日、靳雲鶚を省長兼聯軍副司令とする一方、寇英傑を豫軍総司令兼河南督弁の職務を担わせた。呉佩孚の指示で賀国光を警督察処に任じ、阿片の取り締まりに乗り出す一方、5月7日から中旬にかけ、杞県・通許県・睢県などで紅槍会や自衛団を鎮圧、これにより20以上の村が焼かれ、1000人以上の農民が殺害された。16日、共産党員の蕭人鵠が紅槍会を率いて暴動を起こし、睢県城を攻撃する事件が起こる。寇英傑は8区からなる保安大隊を組織して「清郷」強化に乗り出し、更に7月15日、軍を動員して一斉囲剿を行った。
6月、樊鍾秀が登封で挙兵、宝豊県・魯山県・臨汝県・郟県の5県を制圧し、独立を宣言して自治を開始した。寇英傑は呉佩孚より鎮圧を命じられ、5県を包囲。しかし樊鍾秀は部隊の一部を密かに南陽に向けており、12日に南召県城を制圧し、14日に南陽を、4県を制圧。24日、西部の方城県で6日間激戦を繰り広げる。続いて舞陽県・葉県を確保し、7月2日、陝軍の陳家謨と連携して南陽に迫り、7日社旗県を奪還。19日、寇英傑は鄭州の第10師の任応岐と第16師の徐寿椿に方城県と葉県で督戦を命じ、自身は京漢鉄路を確保した。8月2日、張治公、劉佐竜が襄城・宝豊・郾城攻略を開始し2日後に占領。8月20日、樊鍾秀は南陽を出て湖北省へ逃れ、国民政府に易幟した。

### 靳雲鶚との対決と奉天派への離反
同年秋になると、南からは中国国民党の北伐、北からは張作霖の奉天派が迫り、呉佩孚の討賊聯軍は次第に追い詰められつつあった。9月6日、漢口が国民革命軍によって陥落させられると、呉佩孚も河南省に逃れてきた。靳雲鶚と呉佩孚は馮玉祥と張作霖のどちらと手を組むかで対立するようになり、更に靳雲鶚が給料の遅滞をマスコミに告発すると25日、呉佩孚は靳雲鶚の「再解任」を通達、後任に寇英傑を立てることを告げた。寇英傑や田維勤の第20師に部隊の接収を命じたが、憤慨した靳雲鶚は、隷下部隊に呉佩孚との決別を表明（呉靳内訌）。1927年（民国16年）元旦、靳雲鶚の配下の第14師師長の高汝桐・第11師師長の龐炳勲・第17師師長の梁寿愷らは羅山に集まると、寇英傑や田維勤に反撃を開始し、鉄道を封鎖、明港・駐馬店・西平・郾城を次々と制圧して追い詰めていった。1月17日、呉佩孚は寇英傑を河南督弁から解任し、18日、3カ軍を擁する討赤聯軍第3軍団軍団長に命じた。19日、郾城にて高汝桐の第14師と交戦。その間にも、省西部には国民革命軍第5路軍が侵入、蔣介石や馮玉祥、武漢国民政府も靳雲鶚を始め国民政府寄りの将官と接触を行っていた。20日、呉佩孚は王維城・王為蔚らを集め靳雲鶚の処遇について講じたところ、和議を求める声が多数だった。21日、両軍は停戦。疲弊した寇英傑は25日に辞任を申し出ると、2月7日に河南省を出て奉天派に投降した。
その後、直魯聯軍を率いる張宗昌の下で第11方面軍軍長に任じられた。しかしまもなく国民政府に投降し、国民革命軍第44軍軍長に任命された。
後に寇英傑は、汪兆銘の南京国民政府で参謀本部上将参議に任命されている。しかし、具体的な活動は不詳で、没年等も不明である。

## 年譜
- 1913年（民国2年）4月22日 - 陸軍歩兵少校[12]
- 1914年（民国3年）10月15日 - 第9師（長：張錫元）第33団団長[13]
- 1915年（民国4年）
  - 5月11日 - 陸軍歩兵中校[14]
  - 9月6日 - 陸軍歩兵上校[15]
- 1917年（民国6年）
  - 5月11日 - 陸軍少将加銜[16]
  - 6月22日 - 暫編陸軍混成第二団団長[17]
- 1918年（民国7年）7月10日 - 陸軍少将[18]
- 1919年（民国8年）5月22日 - 陸軍第18師（長：王懋賞）歩兵第72団団長[19]
- 1922年（民国11年）8月27日 - 陸軍中将[20]
- 1923年（民国12年）1月26日 - 湖北陸軍第2混成旅旅長[21]
- 1924年（民国13年）
  - 2月16日 - 將軍府將軍[22]
  - 7月15日 - 涵威將軍[23]
  - 12月 - 湖北陸軍第1師師長
- 1925年（民国14年）10月 - 第2路軍司令
- 1926年（民国15年）
  - 1月 - 討豫鄂軍総司令
  - 3月1日 - 豫軍総司令
  - 3月17日 - 豫軍総司令兼河南督弁
  - 12月25日 - 討賊聯軍副司令兼河南省長
- 1927年（民国16年）
  - 1月18日 - 討赤聯軍第3軍団軍団長
  - 2月 - 第11方面軍軍長